# Katsumi Nishikawa
Pour les articles homonymes, voir Nishikawa (homonymie).
Katsumi Nishikawa (西河 克己, Nishikawa Katsumi), né le 1er juillet 1918 et mort le 6 avril 2010 est un réalisateur et scénariste japonais.

## Biographie
Katsumi Nishikawa fait ses études à l'université Nihon. Il entre à la Shōchiku en tant qu'assistant réalisateur en 1939. Il travaille avec des réalisateurs tels que Yasushi Sasaki, Yūzō Kawashima et Noboru Nakamura avant de réaliser son premier film, Izu no enka-shi, en 1952.
Il meurt le 6 avril 2010 dans un hôpital de Tokyo des suites d'une pneumonie à l'âge de 91 ans.
Katsumi Nishikawa a réalisé près de 70 films et écrit une vingtaine de scénarios entre 1952 et 1992.

## Filmographie partielle
- 1952 : Izu no enka-shi (伊豆の艶歌師?)
- 1953 : Yome no tachiba (嫁の立場?)
- 1955 : Ikitoshi ikerumono (生きとし生けるもの?)
- 1955 : Haru no yo no dekigoto (春の夜の出来事?)
- 1956 : Akachan tokkyū (赤ちゃん特急?)
- 1956 : Tōkyō no hito (東京の人 前後篇?)
- 1956 : Shiawase wa doko ni (しあわせはどこに?)
- 1957 : Kodoku no hito (孤独の人?)
- 1957 : Eien ni kotaezu (永遠に答えず?)

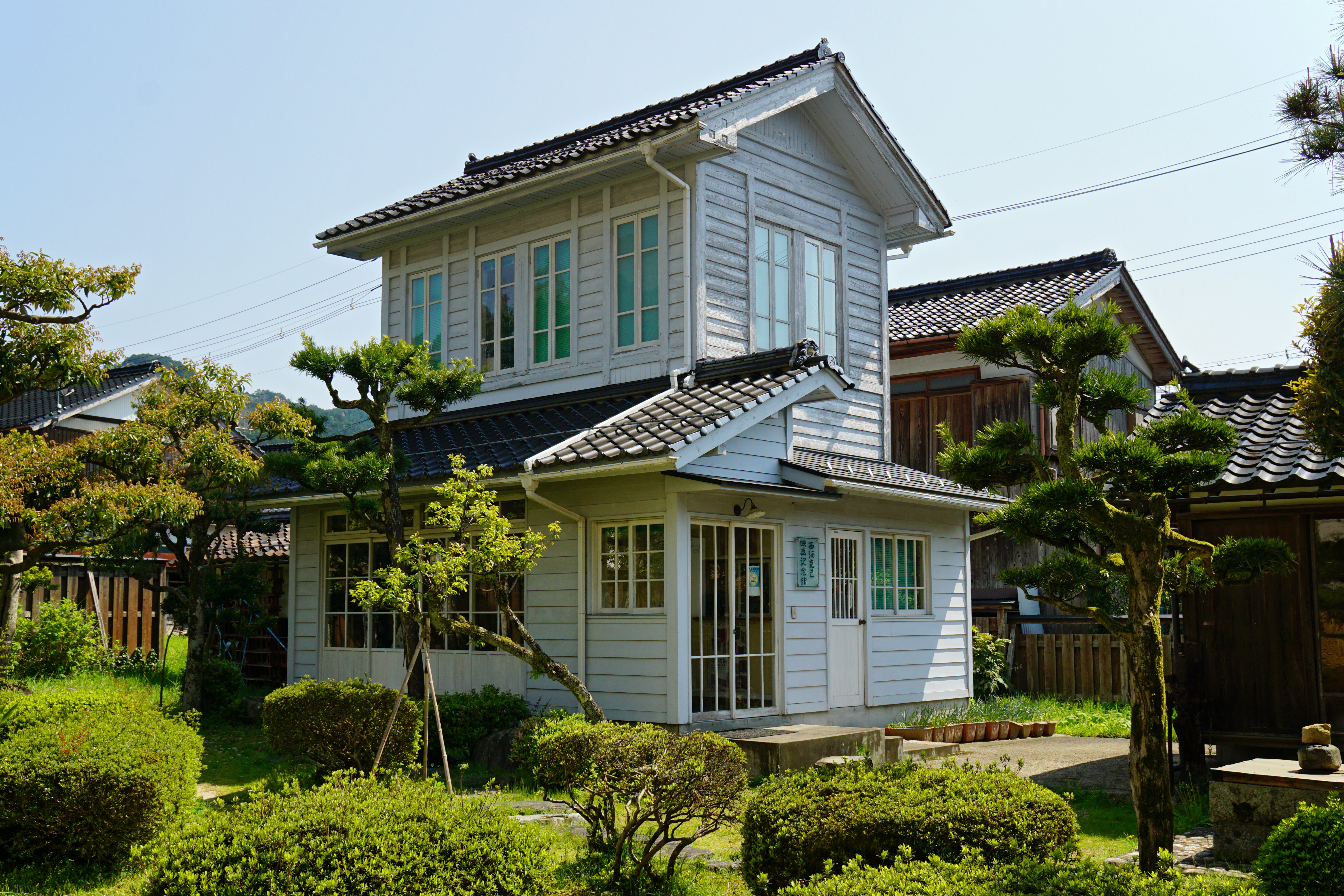
Musée Katsumi Nishikawa, Chizu, Japon

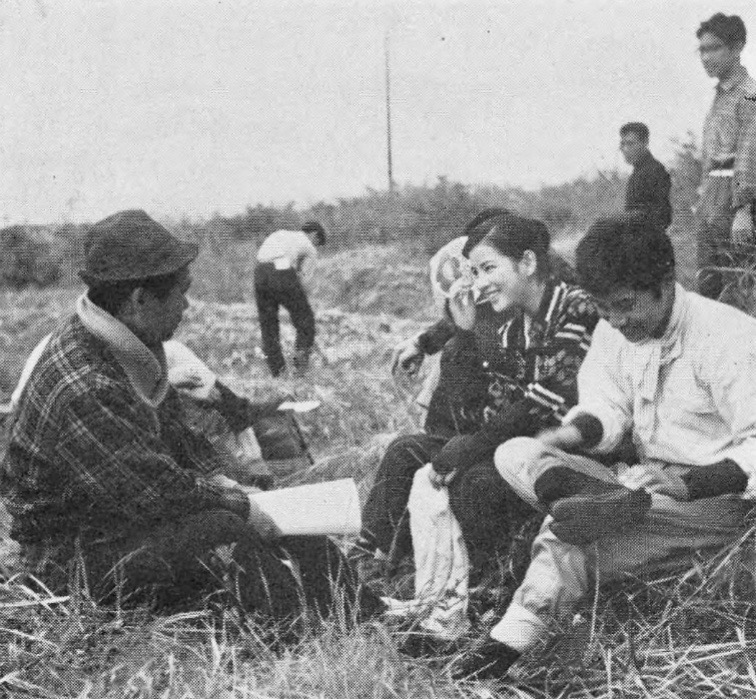
De g. à d. : Katsumi Nishikawa, Sayuri Yoshinaga et Mitsuo Hamada sur le tournage de Kusa o karu musume (1961).

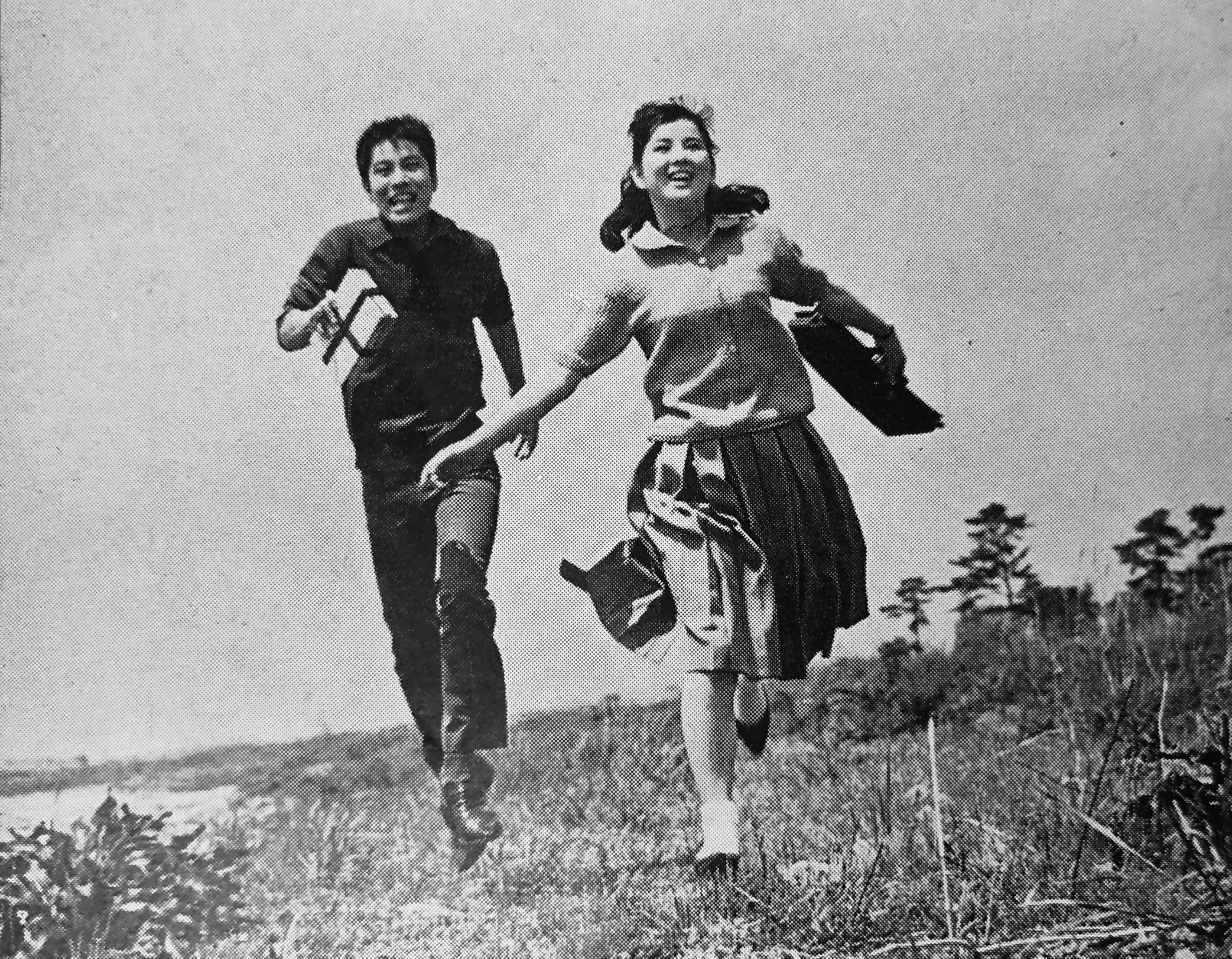
Mitsuo Hamada et Sayuri Yoshinaga dans Akai tsubomi to shiroi hana (1962).

- 1958 : Eien ni kotaezu: Kanketsu-hen (永遠に答えず 完結篇?)
- 1958 : Utsukushii anju-san (美しい庵主さん?)
- 1959 : Fudōtoku kyōiku kōza (不道徳教育講座?)
- 1959 : Kōshu dai no shita (絞首台の下?)
- 1959 : Wakai keisha (若い傾斜?)
- 1959 : Kaze no aru michi (風のある道?)
- 1960 : Roku san-sei guren-tai (六三制愚連隊?)
- 1960 : Shippū kozō (疾風小僧?)
- 1961 : Tsuiseki (追跡?)
- 1961 : Kusa o karu musume (草を刈る娘?)
- 1962 : Kimagure tosei (気まぐれ渡世?)
- 1962 : Seinen no isu (青年の椅子?)
- 1962 : Akai tsubomi to shiroi hana (赤い蕾と白い花?)
- 1962 : Wakai hito (若い人?)
- 1962 : Seinen no isu (青年の椅子?)
- 1962 : Hoshi no hitomi o motsu otoko (星の瞳をもつ男?)
- 1963 : Ame no naka ni kiete (雨の中に消えて?)
- 1963 : Aoi sanmyaku (青い山脈?)
- 1963 : La Danseuse d'Izu (伊豆の踊子, Izu no odoriko?)
- 1963 : Eden no umi (エデンの海?)
- 1964 : Kikyō (帰郷?)
- 1965 : Kanashiki wakare no uta (悲しき別れの歌?)
- 1965 : Yottsu no koi no monogatari (四つの恋の物語?)
- 1966 : Aishū no yoru (哀愁の夜?)
- 1966 : Tomo o okuru uta (友を送る歌?)
- 1966 : Zesshō (絶唱?)[3]
- 1966 : Hakuchō (白鳥?)
- 1967 : Kitaguni no ryojō (北国の旅情?)
- 1967 : Hi no ataru sakamichi (陽のあたる坂道?)
- 1967 : Yūbue (夕笛?)
- 1968 : Zansetsu (残雪?)
- 1969 : Yoru no mesu: Hana to chō (夜の牝 花と蝶?)
- 1969 : Yoru no mesu: Toshiue no onna (夜の牝 年上の女?)[4]
- 1975 : Shiosai (潮騒?)
- 1976 : Eden no umi (エデンの海?)
- 1976 : Dongurikko (どんぐりッ子?)
- 1976 : Shunkinshō (春琴抄?)
- 1977 : Koibito misaki (恋人岬?)
- 1977 : L'Étendard des brumes (霧の旗, Kiri no hata?)[5]
- 1978 : Oyomeni yukimasu (お嫁にゆきます?)
- 1983 : Suparuta no umi (スパルタの海?)[6]
- 1984 : Chī-chan gomen ne (チーちゃんごめんね?)
- 1984 : Seito shokun! (生徒諸君!?)
- 1989 : My Phoenix (マイフェニックス, Mai fenikkusu?)
- 1992 : Ippai no kakesoba (一杯のかけそば?)